# Dérac
Dérac är en ort i Haiti.   Den ligger i departementet Nord-Est, i den nordöstra delen av landet, 130 km norr om huvudstaden Port-au-Prince. Dérac ligger 4 meter över havet och antalet invånare är 1 855.
Terrängen runt Dérac är huvudsakligen platt, men västerut är den kuperad. Havet är nära Dérac åt nordväst. Runt Dérac är det tätbefolkat, med 297 invånare per kvadratkilometer. Närmaste större samhälle är Fort Liberté, 2,6 km nordväst om Dérac. Omgivningarna runt Dérac är en mosaik av jordbruksmark och naturlig växtlighet.